# Xsan
Xsan은 애플의 맥 OS X 및 맥 OS X 서버를 위한 고성능 클러스터드 파일 시스템이다.
Xsan은 애플의 SAN 파일 시스템 소프트웨어이다. 사용자들로 하여금 여러 대의 Xserve나 매킨토시 시스템에서 1개 이상의 RAID 장치를 공유할 수 있게 해 준다. Xsan은 서드 파티의 파이버 채널 기억 장치에서도 작동한다. 단 이때는 애플로부터의 지원이 제한된다. Xsan 파일 시스템을 설치하면, 이들 컴퓨터들은 같은 스토리지 볼륨을 동시적으로 읽고 쓸 수 있게 된다. Xsan은 모듬으로 제공되는 스토리지 에어리어 네트워크(SAN) 솔루션이다. 메타데이터 컨트롤러 소프트웨어도 포함하고 있으며, 또한 파일 시스템 클라이언트 소프트웨어, 통합된 셋업, 관리 모니터링 도구도 같이 포함하고 있다.
Xsan 홈페이지 에 따르면 애플은 다음과 같이 밝히고 있다. "여러분은 Xsan을 크로스 플랫폼 환경에서 사용할 수 있다. 마이크로소프트 윈도우, 유닉스, 리눅스 기반의 시스템에서도 사용할 수 있다. 스토어넥스트 파일 시스템을 쓰면 Xsan과 완전히 호환된다."

## 역사
2006년 5월, 애플은 Xsan 1.2 버전을 발매하였다. 이 버전은 약 2 페타바이트에 이르는 볼륨을 지원하였다.
2006년 8월 7일, 애플은 Xsan 1.4 버전을 발표하였다. 인텔 칩 기반의 매킨토시 컴퓨터에서 유니버설 바이너리 형식으로서 동작하였다. 파일 시스템 접근 제어 목록 기능도 지원하였다.
2006년 12월 5일, 애플은 Xsan 1.4.1 버전을 발표하였다.
2007년 10월 18일, 애플은 Xsan 1.4.2 버전을 발매하였다. 안정성과 호환성 문제를 잡았다.
2008년 2월 19일, 애플은 Xsan 2를 발매하였다. MultiSAN 기능을 도입한 첫 번째 주요 버전이었다. 또한, 애플은 관리 도구들을 완전히 재설계하였다. 2.1 버전은 2008년 6월 10일 발표되었다.